# Neurothemis nesaea
Neurothemis nesaea är en trollsländeart som beskrevs av Friedrich Ris 1911. Neurothemis nesaea ingår i släktet Neurothemis och familjen segeltrollsländor. IUCN kategoriserar arten globalt som otillräckligt studerad. Inga underarter finns listade i Catalogue of Life.